# Laburnum alpinum
Espèce
Laburnum alpinum, le Cytise des Alpes, aussi appelé Aubour des Alpes ou Cytise écossais, est une espèce de plantes à fleurs de la famille des Fabaceae. C'est un petit arbre à port étalé et à feuilles caduques, originaire des régions alpines.
Synonyme : Cytisus alpinus Mill.

## Description

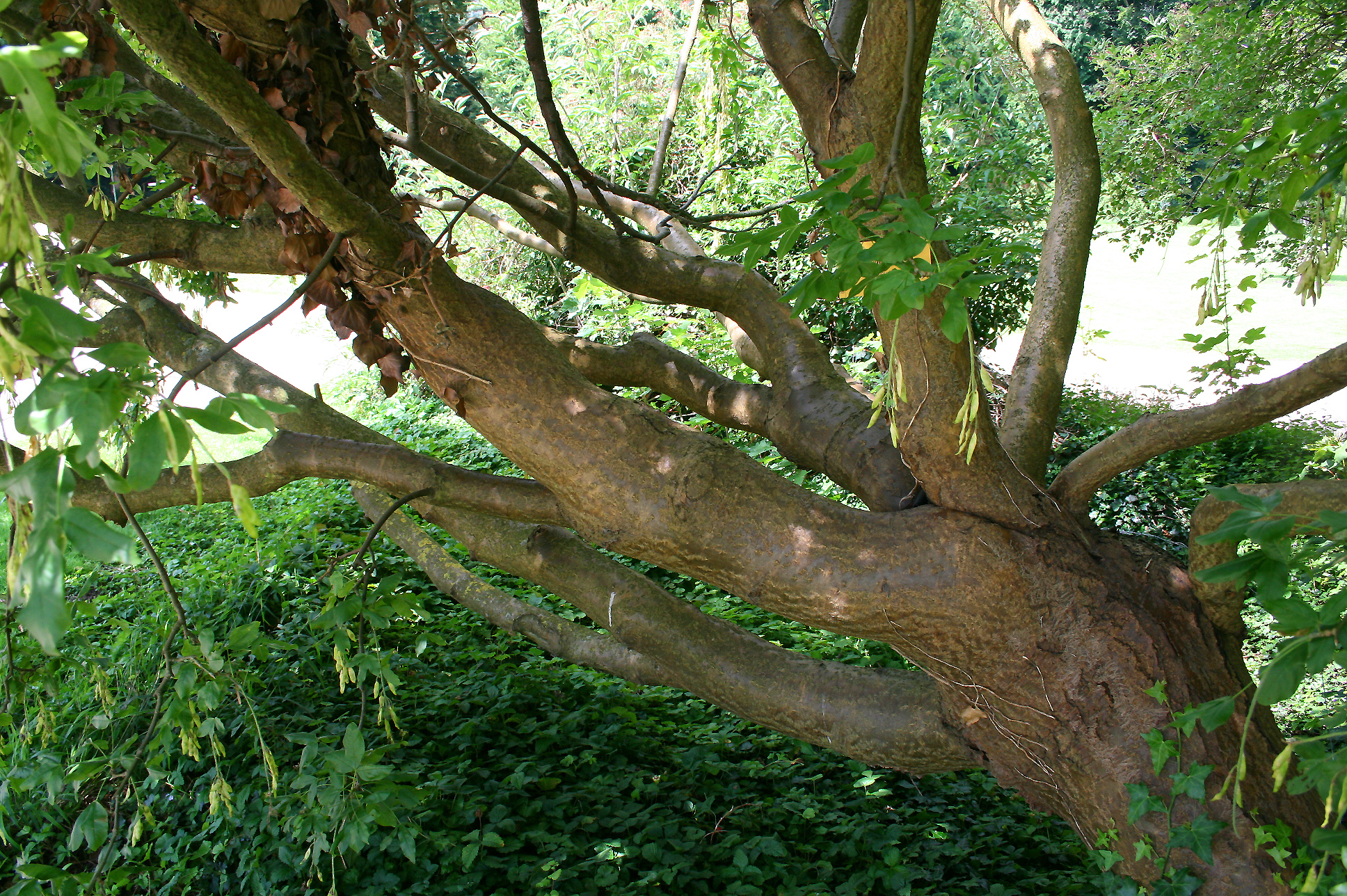
Tronc.

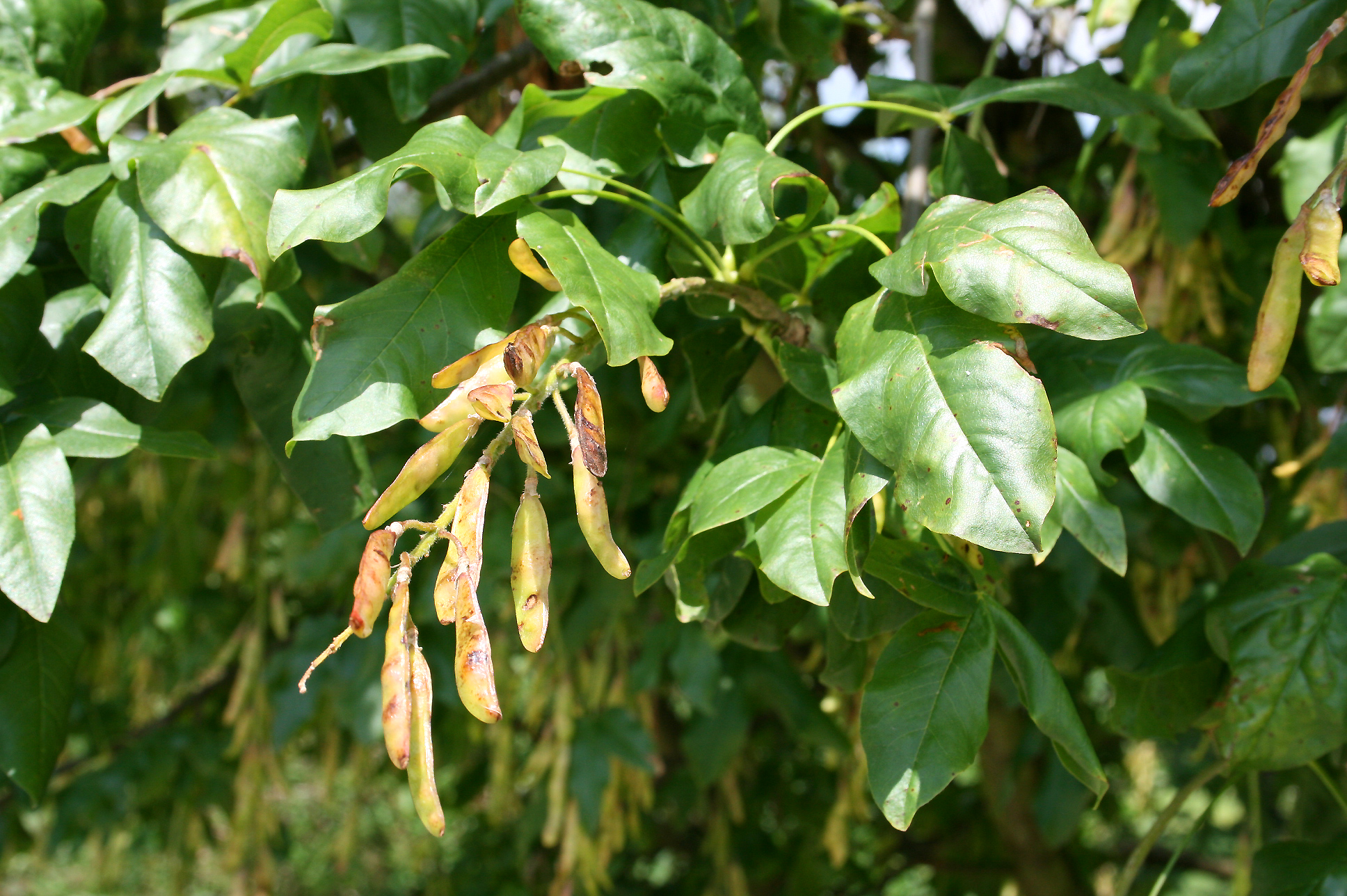
Feuilles et fruits.

C'est un arbre à écorce de couleur gris verdâtre, lisse et se fissurant avec l’âge, pouvant mesurer jusqu'à 8 m de haut comme de large[réf. nécessaire]. Il apprécie le plein soleil.
Ses feuilles caduques de 4 à 8 cm de long[réf. nécessaire] sont de couleur verte sur les deux faces. Leur face supérieure est luisante. Elles ont un long pétiole.
Les fleurs, en grappes pendantes de 10 à 40 cm de long[réf. nécessaire], sont de couleur jaune or. La floraison a lieu aux mois de mai-juin.
Les fruits sont de longues gousses glabres de couleur verte et virant au brun noirâtre à maturité.

## Utilisation
La grande résistance à la pollution du Cytise des Alpes le prédispose à être utilisé comme plante ornementale dans les parcs et jardins. Parfois, comme en Écosse, il est utilisé comme arbre d’alignement le long des chemins. Cependant il s'est naturalisé en France çà et là dans les zones chaudes à sol drainant. Il est aussi un bois d'arc d’exception, ayant des qualités similaires à celles de l'if[réf. nécessaire].
Le Cytise des Alpes est une plante mellifère.

## Toxicité
La plante est très toxique : en particulier, l'ingestion des fruits qui est mortelle.[réf. nécessaire] Elle contient des alcaloïdes comme la cytisine dont l'action est semblable à celle de la nicotine.